# 켈시리 바버
켈시리 바버(영어: Kelsey-Lee Barber, 1991년 9월 20일~)는 오스트레일리아의 육상 선수로 주 종목은 창던지기이다. 결혼 전 이름은 켈시리 로버츠(영어: Kelsey-Lee Roberts)였으며 2020년 하계 올림픽 여자 창던지기 종목에서 동메달을 획득하였다. 또한 2019년과 2022년 세계 선수권 대회에서 2회 연속 우승을 달성했으며 2022년 대회 금메달을 포함하여 코먼웰스 게임에서 금메달 1개, 은메달 1개, 동메달 1개를 획득했다.

## 개인사
켈시리는 2018년 코먼웰스 게임 이후 자신의 개인 코치인 마이크 바버(영어: Mike Barber)와 결혼했고 남편의 성을 따라 이름을 '켈시리 로버츠'에서 '켈시리 바버'로 개명했다.